# Zora la rousse (roman)
Pour les articles homonymes, voir Zora la rousse (série télévisée).
Zora la rousse (titre original : Die Rote Zora und ihre Bande. Eine Erzählung aus Dalmatien für die Jugend, litt. : « Zora la Rousse et sa bande : Un conte de Dalmatie pour la jeunesse ») est un livre du romancier juif allemand Kurt Held publié en Suisse en 1941. Il a connu en Allemagne et en Suisse des tirages considérables et a été traduit en 18 langues. 
En France, il est édité pour la première fois en 1959 sous le titre de Zora la rouquine puis, à la suite du succès de la série télévisée dérivée en 1979, il est réédité en 1980 sous le titre Zora la rousse et sa bande.

## Genèse
Alors qu'il est en exil en Suisse et interdit de publication dans son pays, l'Allemagne (alors nazie), l'écrivain communiste Kurt Held part visiter la Yougoslavie en 1941. En Croatie, il fait la connaissance de Zora, de Branko (qui venait de perdre sa mère) et du reste de la bande. Kurt Held voudrait emmener avec lui en Suisse Branko et Zora, mais son statut de réfugié rend la chose impossible. Il décide alors d'écrire l'histoire de ces enfants orphelins avec l'intention de s'en servir comme outil de propagande pour attirer l’attention sur les marginaux d'Europe. Il fait de Zora son personnage central parce qu'il est impressionné par la manière dont elle a organisé les enfants en une bande soudée à qui elle a appris la solidarité. Les garçons de la bande ont accepté qu'elle soit leur chef.

## Résumé

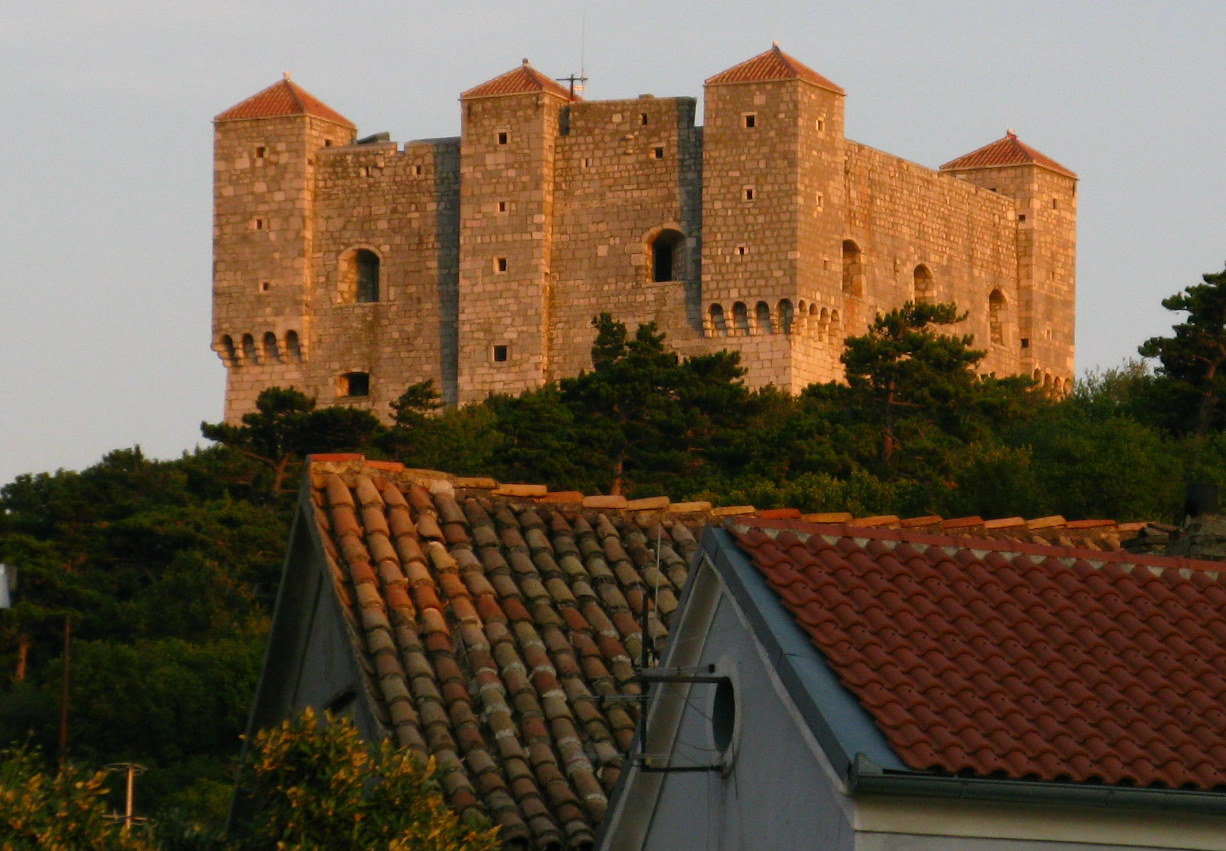
Le château de Nehaj à Senj (Croatie)

En Croatie, dans la ville de Senj, sur la côte dalmate, on suit les aventures d'un groupe d'adolescents en rupture de ban : Zora, la chef, Branko, et le reste de la bande. Orphelins, les enfants vivent unis et solidaires dans les ruines d'un château, l'Uscoque, nommé d'après la bande de pirates du Senj du XVIe siècle (le vrai nom du château est Forteresse de Nehaj (en)) d'où le surnom que s'est donné la bande : "Le Gang de l'Uscoque".
Les habitants de la ville les considérant comme des sauvages, les enfants vont leur faire des farces et leur jouer de mauvais tours. La seule personne qui se sent proche d'eux, est un vieux pêcheur pauvre et honnête. "Le Gang de l'Uscoque" va l'aider dans le conflit qui l'oppose aux entreprises de pêche au gros...

## Coloration politique
Kurt Held, l'auteur du roman original, était un communiste fervent, et il a donné un double sens au nom de son héroïne: Die rote Zora, c'est à dire Zora la rousse, mais aussi Zora la rouge, c'est-à-dire Zora la communiste.
A ce titre, le nom de Rote Zora a également inspiré un groupe révolutionnaire féministe des années 70 (Rote Zora).

## Éditions françaises
- 1959 : Zora la rouquine - Traducteur : Yvonne Rosso ; Illustrateur : Pierre Joubert ; Éditions Alsatia Paris : Signe de Piste, Collection Rubans Noirs 8 ; 332 p[4].
- 1980 : Zora la rousse et sa bande - Traducteur : Cécile Bon ; Éditeur : L'École des loisirs ; 364 p.   (ISBN 2211073662 et 978-2211073660)

## Adaptations au cinéma et à la télévision
- 1978 : Zora la rousse, série télévisée germano-helvético-yougoslave diffusée en France à partir du 9 janvier 1981
- 2007 : Zora la rousse, film germano-suédois réalisé par Peter Kahane, diffusé en France sur Canal+ en juillet 2008.